# وستلتون
وستلتون (به انگلیسی: Westleton) یک روستا و محله مدنی در بریتانیا است که در Suffolk Coastal واقع شده‌است. وستلتون ۳۴۹ نفر جمعیت دارد.